# Noceda del Bierzo
Noceda del Bierzo is een Spaanse gemeente in de comarca El Bierzo van de provincie León, deel van de autonome regio Castilië en León. Volgens de bevolkingscijfers van het INE van 2023 heeft de gemeente 613 inwoners.
Het dorpscentrum wordt doorkruist door de Rio Noceda, een zijrivier van de Rio Boeza. Andere woonkernen in de gemeente zijn Robledo de las Traviesas, San Justo de Cabanillas en Cabanillas de San Justo.
Het Ídolo de Noceda del Bierzo is een circa 4.000 jaar oud afgodsbeeld uit de bronstijd dat gevonden werd in Noceda del Bierzo en tentoongesteld wordt in het Nationaal Archeologisch Museum van Madrid.